# Cruz del Eje (Córdoba)
Cruz del Eje is een plaats in het Argentijnse bestuurlijke gebied Cruz del Eje in de provincie Córdoba. De plaats telt 28 166 inwoners.
De plaats is sinds 1963 de zetel van het rooms-katholieke bisdom Cruz del Eje.